# Пирс-Робертс, Тони
Тони Пирс-Робертс (англ. Tony Pierce-Roberts; род. 24 декабря 1944, Беркенхед, Англия) — английский кинооператор. Дважды номинировался на премию «Оскар» за операторскую работу в фильмах «Комната с видом» и «Говардс-Энд».

## Биография
Родился 24 декабря 1944 года в городе Беркенхед, Англия. С 1970 года начал работать на телевидении. Сначала в качестве помощника, а с 1975 года в качестве основного кинооператора. Известен по сотрудничеству с режиссёром Джеймсом Айвори, с которым они работали на фильмах «Комната с видом», «Мистер и миссис Бридж», «Говардс-Энд», «Остаток дня» и «Прожить жизнь с Пикассо». Также известен по фильмам «Клиент» Джоэла Шумахера, «Разоблачение» Барри Левинсона, «Астерикс и Обеликс против Цезаря» и «Другой мир».
Почётный член Британского общества кинооператоров.

## Избранная фильмография
- 1982 — Лунное сияние / Moonlighting (реж. Ежи Сколимовский)
- 1985 — Комната с видом / A Room with a View (реж. Джеймс Айвори)
- 1988 — Тайна личности Борна / The Bourne Identity (реж. Роджер Янг)
- 1989 — Замёрзший / Out Cold (реж. Малколм Маубрэй)
- 1989 — Рабы Нью-Йорка / Slaves of New York (реж. Джеймс Айвори)
- 1990 — Мистер и миссис Бридж / Mr. & Mrs. Bridge (реж. Джеймс Айвори)
- 1991 — Белый Клык / White Fang (реж. Рэндал Клайзер)
- 1992 — Говардс-Энд / Howards End (реж. Джеймс Айвори)
- 1993 — Тёмная половина / The Dark Half (реж. Джордж Ромеро)
- 1993 — Перепутанные наследники / Splitting Heirs (реж. Роберт Янг)
- 1993 — Остаток дня / The Remains Of The Day (реж. Джеймс Айвори)
- 1994 — Клиент / The Client (реж. Джоэл Шумахер)
- 1994 — Разоблачение / Disclosure (реж. Барри Левинсон)
- 1995 — Дом призраков / Haunted (реж. Льюис Гилберт)
- 1996 — Прожить жизнь с Пикассо / Surviving Picasso (реж. Джеймс Айвори)
- 1998 — Поли / Paulie (реж. Джон Робертс)
- 1999 — Астерикс и Обеликс против Цезаря / Astérix et Obélix contre César (реж. Клод Зиди)
- 2000 — Золотая чаша / The Golden Bowl (реж. Джеймс Айвори)
- 2001 — Чмок, чмок, ба-бах / Kiss Kiss (Bang Bang) (реж. Стюарт Сагг)
- 2002 — Динотопия / Dinotopia (3 серии, реж. Марко Брамбилла)
- 2002 — Как важно быть серьёзным / The Importance of Being Earnest (реж. Оливер Паркер)
- 2003 — Другой мир / Underworld (реж. Лен Уайзман)
- 2005 — Doom / Doom (реж. Анджей Бартковяк)
- 2006 — Дом храбрых / Home of the Brave (реж. Ирвин Уинклер)
- 2008 — Друг невесты / Made of Honor (реж. Пол Вейланд)
- 2014 — Академия вампиров / Vampire Academy (реж. Марк Уотерс)

## Награды и номинации
- Премия «Оскар» за лучшую операторскую работу
  - Номинировался в 1987 году за фильм «Комната с видом»[5]
  - Номинировался в 1993 году за фильм «Говардс Энд»[6]

- Премия BAFTA за лучшую операторскую работу
  - Номинировался в 1987 году за фильм «Комната с видом»[7]
  - Номинировался в 1993 году за фильм «Говардс Энд»[8]
  - Номинировался в 1994 году за фильм «Остаток дня»[9]

- Премия Американского общества кинооператоров
  - Номинировался в 1987 году за фильм «Комната с видом»[10]
  - Номинировался в 1993 году за фильм «Говардс Энд»[10]

- Премия Британского общества кинооператоров
  - Номинировался в 1986 году за фильм «Комната с видом»[10]
  - Лауреат 1992 года за фильм «Говардс Энд»[10]

- Лауреат премии BAFTA TV в 1980 году за мини-сериал «Шпион, выйди вон![англ.]»[10]